# ديانا كوبر
ديانا كوبر (بالإنجليزية: Lady Diana Cooper)‏ (و. 1892 – 1986 م) ممثلة، ممرضة، صحفية، وكاتِبة من المملكة المتحدة، ولدت وتوفيت في لندن، عن عمر ناهز 94 عامًا.

## وصلات خارجية
- ديانا كوبر على موقع IMDb (الإنجليزية)
- ديانا كوبر على موقع أول موفي (الإنجليزية)
- ديانا كوبر على موقع قاعدة بيانات برودواي على الإنترنت (الإنجليزية)